# Chris Vance
Chris Vance (Londen, 1 december 1971) is een in Engeland geboren Australisch acteur. Hij is het meest bekend van zijn rol als Sean Everleigh in de serie All Saints. Hij heeft eerder ook in Australische series gespeeld als Stingers, Heelers en The Bill. Hij speelde verder de rol van James Whistler in de populaire serie Prison Break.

## Filmografie

### Films
- 2006: Sexy Thing - Vader
- 2006: Macbeth - Detective Caithnes

### Televisie
- 1998: Kavanagh QC - Yob
- 2001: Peak Practice - John
- 2002: The Bill - Computer expert
- 2003: Doctors - John
- 2003: Blue Heelers - Andrew Purkiss
- 2004: Stingers - Sean Hunter
- 2005: The Secret Life of Us - Piers
- 2005-2007: All Saints - Sean Everleigh
- 2007-2008: Prison Break - James Whistler
- 2009: Mental - Jack Gallagher
- 2010: Burn Notice - Mason Gilroy
- 2010: Dexter - Cole Harmon
- 2011-2016: Rizzoli & Isles - Luitenant Colonel Charles Jones (Casey Jones)
- 2011: Fairly Legal - Paul Shelton
- 2012-2014: Transporter: The Series - Frank Martin
- 2013: Crossing Lines - Alex Vaughn
- 2015-heden: Supergirl - Non
- 2016: Hawaii Five-0 - Harry Langford